# سوناغاوا (هوكايدو)
مدينة سوناغاوا (بالإنجليزية: Sunagawa)‏ هي أحد المدن التابعة لمحافظة هوكايدو. تأسست رسميًا في 01/07/1958. ويقدر عدد سكانها بـ 18740 نسمة حسب تقدير مكتب الإحصاء الياباني لعام 2012. تبلغ مساحة سوناغاوا 78.69 كم2. بكثافة سكانية تبلغ 238 نسمة/كم2.